# 软毛翠雀花
软毛翠雀花（学名：Delphinium mollipilum）为毛茛科翠雀属的植物，是中国的特有植物。分布于中国大陆的甘肃等地，生长于海拔2,100米至2,400米的地区，一般生长在生山地草坡，目前尚未由人工引种栽培。